# Giulietta Simionato
Giulietta Simionato, född 12 maj 1910 i Forli i Italien, död 5 maj 2010 i Rom, var en italiensk operasångerska mezzosopran. Hennes karriär sträckte sig från 1930 fram till 1966. Simionato var känd för sin inlevelsefulla sångstil och sin breda repertoar. Hon behärskade både lättare och tyngre roller, såväl inom den dramatiska som den lyrisk repertoaren. Hon efterfrågades på alla större operascener och samarbetade med sin tids största dirigenter och med stora sopraner, såsom Maria Callas och Renata Tebaldi.

## Biografi
Simionato studerade i Rovigo och Padua, och hon gjorde sin operadebut på Montagnana 1928. Samma år sjöng hon i Verdis Rigoletto. De första femton åren av karriären gick trögt. Hon fick hon endast små roller. Under det sena 1940-talet uppmärksammades hon alltmer. År 1936 gjorde hon sin debut på La Scala, och framträdde där regelbundet mellan 1936 och 1966. Hon gjorde sin debut på Royal Opera House, Covent Garden 1953, där hon sedan framträdde regelbundet mellan 1963 och 1965. 
År 1959 gjorde Simionato sin debut på Metropolitan Opera, som Azucena i Trubaduren, med Carlo Bergonzi, Antonietta Stella, och Leonard Warren. Hon uppträdde också vid Edinburgh Festival (1947), San Francisco-operan (1953), Teatro Nacional de São Carlos (1954), Lyric Opera of Chicago (1954-1961), Wiener Staatsoper (från 1956), och Festspelen i Salzburg. År 1957 sjöng hon i Anna Bolena med Maria Callas. År 1961 tvingades hon ställa in tre föreställningar på Metropolitan på grund av trigeminusneuralgi. 
Simionato hade en stor repertoar som bl.a. innefattade Rossinis Rosina och Askungen, Charlotte i Werther och Carmen. Hon utmärkte sig även i Verdi-repertoaren i roller som Amneris, Eboli och Azucena samt som Santuzza i Mascagnis Cavalleria Rusticana.
Hon gjorde många grammofoninspelningar, och många framträdanden lever kvar genom radio- och filminspelningar. Från 1950-talet och framåt räknades Simionato som en av sin tids största mezzosopraner.
Efter pensioneringen ägnade sig Simionato åt undervisning. Hon medverkade 1984 i Daniel Schmids dokumentärfilm Il Bacio di Tosca, som handlar om ett hem för pensionerade operasångare, grundat av Giuseppe Verdi. Hon medverkade även i en dråplig intervju med Stefan Zucker i Schmidt-Garres film från 1999, Opera Fanatic.

## Inspelningar
Skivbolaget Fono har samlat ett antal av Simionatos inspelningar på CD:n ”The Colour of a Voice” (FONO 1059).
På märket Opera D'Oro finns två CD-volymer, där vol. 1 innehåller arior av Gluck, Rossini och Meyerbeer, och där vol. 2 innehåller arior från Anna Bolena (Donizetti), Trubaduren och Aida (Verdi).
Preiser Records har även i serien "Lebendige Vergangenheit" utgivit en volym med bl.a. arior av Rossini och Verdi.
Simionato finns även representerad på kompletta operainspelningar av Don Carlos, Anna Bolena, Cavalleria Rusticana, Barberaren i Sevilla, La Favorita, Maskeradbalen och Trubaduren.